# العرجوش (حبيش)

تعديل مصدري - تعديل

العرجوش محلة تابعة لقرية الجبانة، التابعة لعزلة السلق بمديرية حبيش إحدى مديريات محافظة إب في الجمهورية اليمنية، بلغ تعداد سكانها 113 حسب تعداد اليمن لعام 2004.